# Elena Gnecco
Elena Gnecco fue una atleta argentina que consiguió récords nacionales y sudamericanos, tales como el de 300 metros (59.3/5).
Competía para el Club Velocidad y Resistencia (VyR). Corría los 60 m en 9.0, lanzaba la bala a 8.83 y el disco a 25.82.

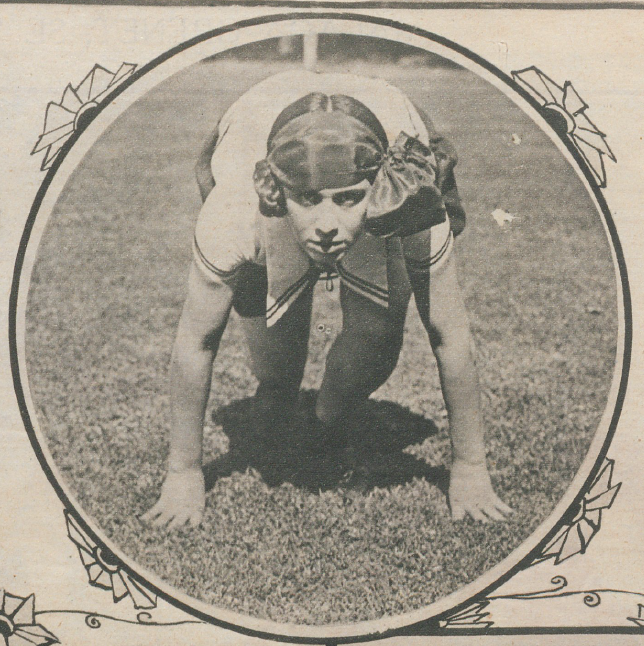
Elena Gnecco en la revista Fray Mocho del 29 de mayo de 1923.

En 1923, en el primer torneo internacional de atletismo organizado por el Club Atlético Femenino Alfa, el cual fue auspicido por la intendencia de Buenos Aires y se llevó a cabo el 22 y 23 de diciembre en el Club de Gimnasia y Esgrima de Buenos Aires, Elena Gnecco obtuvo primeros puestos en lanzamiento de bala con una mano (8.41) y lanzamiento de disco (25.82), así como el segundo puesto en lanzamiento de bala con dos manos (10.91), detrás de su compañera del Club Velocidad y Resistencia, E. Lacoste, con 15.09.

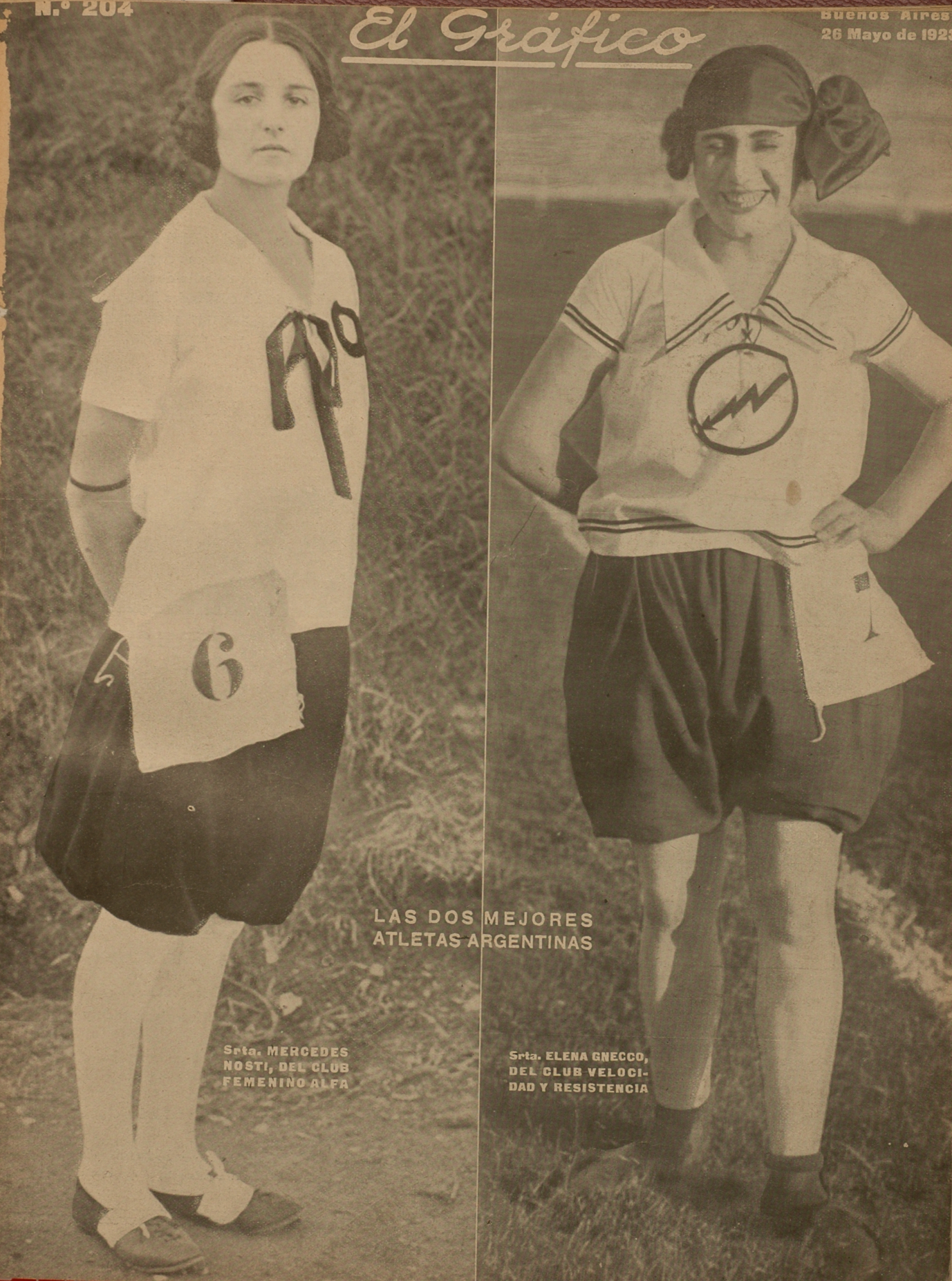
Mercedes Nosti (izq.) y Elena Gneco (der.) en la tapa de El Gráfico.

El 26 de mayo de 1923 Elena Gnecco salió en la tapa de la edición 204 de la revista El Gráfico junto a su colega del Club Atlético Femenino Alfa, Mercedes Nosti. Según la revista, se trataba de las dos mejores atletas de la Argentina en ese momento.

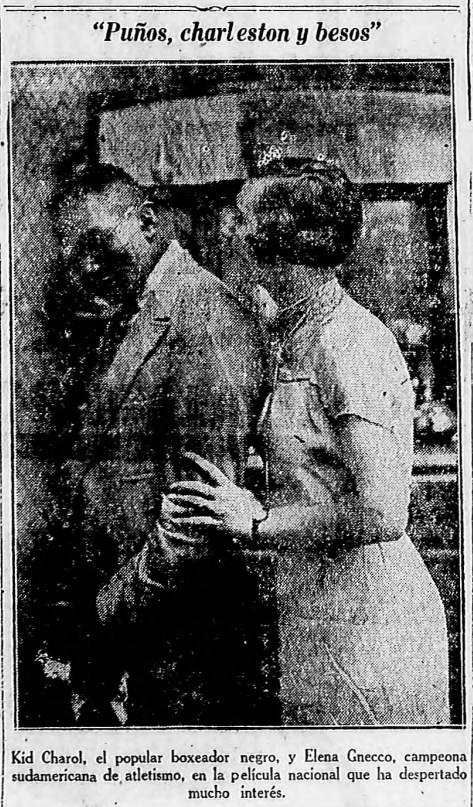
Kid Charol (Esteban Gallard) y Elena Gnecco en la película Puños, charleston y besos de 1927.

En 1927, coprotagonizó la película muda argentina Puños, chárleston y besos, dirigida por Luis Moglia Barth, junto al boxeador cubano radicado en Argentina, Kid Charol.